# Терапевт
Лікар-терапевт — спеціаліст у галузі терапії; лікар, що спеціалізується на виявленні, лікуванні, профілактиці внутрішніх хвороб.

## Завдання та обов'язки
- Застосовує сучасні методи профілактики, діагностики, лікування, реабілітації та диспансеризації хворих терапевтичного профілю.
- Надає швидку та невідкладну медичну допомогу.
- Здійснює нагляд за побічними реакціями/діями лікарських засобів.
- Проводить консультації за направленнями лікарів інших спеціальностей.
- Бере участь у проведенні протиепідемічних заходів при появі осередку інфекції.
- Дотримується принципів медичної деонтології. Планує роботу і проводить аналіз її результатів. Керує роботою середнього медичного персоналу. Веде лікарську документацію. Бере активну участь у поширенні медичних знань серед населення. Постійно удосконалює свій професійний рівень.

### Повинен знати
- чинне законодавство про охорону здоров'я та нормативні документи, що регламентують діяльність органів управління та закладів охорони здоров'я;

основи права в медицині;
професійну діяльність, права та обов'язки лікаря-терапевта;
- організацію терапевтичної допомоги;
- показники роботи лікувально-профілактичних установ, швидкої та невідкладної медичної допомоги дорослому населенню;
- організацію роботи лікарсько-консультативної та медико-соціальної експертної комісій;
- основи нормальної та патологічної анатомії, фізіології, кровотворення та гемостазу, водно-електролітного обміну, імунології та фармакології;
- клініку, сучасні методи профілактики, діагностики, лікування та реабілітації внутрішніх захворювань;
- суб'єктивні, об'єктивні та спеціальні методи обстеження, аналіз їх результатів;
- сучасну класифікацію хвороб внутрішніх органів;
- клініку та діагностику інфекційних захворювань та «гострого живота»;
- правила оформлення медичної документації;
- передові інформаційні та Інтернет технології; сучасну наукову літературу та науково-практичну періодику за фахом, методи її аналізу та узагальнення.

## Кваліфікаційні вимоги
Лікар-терапевт вищої кваліфікаційної категоріїповна вища освіта (спеціаліст, магістр) за напрямом підготовки «Медицина», спеціальністю «Лікувальна справа». Спеціалізація за фахом «Терапія» (інтернатура, курси спеціалізації). Підвищення кваліфікації (курси удосконалення, стажування, передатестаційні цикли тощо). Наявність сертифіката лікаря-спеціаліста та посвідчення про присвоєння (підтвердження) вищої кваліфікаційної категорії з цієї спеціальності. Стаж роботи за фахом понад 10 років.
Лікар-терапевт I кваліфікаційної категоріїповна вища освіта (спеціаліст, магістр) за напрямом підготовки «Медицина», спеціальністю «Лікувальна справа». Спеціалізація за фахом «Терапія» (інтернатура, курси спеціалізації). Підвищення кваліфікації (курси удосконалення, стажування, передатестаційні цикли тощо). Наявність сертифіката лікаря-спеціаліста та посвідчення про присвоєння (підтвердження) I кваліфікаційної категорії з цієї спеціальності. Стаж роботи за фахом понад 7 років.
Лікар-терапевт II кваліфікаційної категоріїповна вища освіта (спеціаліст, магістр) за напрямом підготовки «Медицина», спеціальністю «Лікувальна справа». Спеціалізація за фахом «Терапія» (інтернатура, курси спеціалізації). Підвищення кваліфікації (курси удосконалення, стажування, передатестаційні цикли тощо). Наявність сертифіката лікаря-спеціаліста та посвідчення про присвоєння (підтвердження) II кваліфікаційної категорії з цієї спеціальності. Стаж роботи за фахом понад 5 років.
Лікар-терапевтповна вища освіта (спеціаліст, магістр) за напрямом підготовки «Медицина», спеціальністю «Лікувальна справа». Спеціалізація за фахом «Терапія» (інтернатура, курси спеціалізації). Наявність сертифіката лікаря-спеціаліста. Без вимог до стажу роботи.